# Forenza
Forenza é uma comuna italiana da região da Basilicata, província de Potenza, com cerca de 2.544 habitantes. Estende-se por uma área de 115 km², tendo uma densidade populacional de 22 hab/km². Faz fronteira com Acerenza, Avigliano, Filiano, Ginestra, Maschito, Palazzo San Gervasio, Pietragalla, Ripacandida.

## Demografia
| Variação demográfica do município entre 1861 e 2011                               |
|                                                                                   |
| Fonte: Istituto Nazionale di Statistica (ISTAT) - Elaboração gráfica da Wikipedia |